# Crèvecœur-en-Brie
Crèvecœur-en-Brie és un municipi francès, situat al departament de Sena i Marne i a la regió d'Illa de França. L'any 2007 tenia 308 habitants.
Forma part del cantó de Fontenay-Trésigny, del districte de Provins i de la Comunitat de comunes de Val Briard.

## Demografia

### Població
El 2007 la població de fet de Crèvecœur-en-Brie era de 308 persones. Hi havia 102 famílies, de les quals 8 eren unipersonals (8 dones vivint soles i 8 dones vivint soles), 41 parelles sense fills, 45 parelles amb fills i 8 famílies monoparentals amb fills.
La població ha evolucionat segons el següent gràfic:
Habitants censats

### Habitatges
El 2007 hi havia 121 habitatges, 108 eren l'habitatge principal de la família, 7 eren segones residències i 6 estaven desocupats. 119 eren cases i 1 era un apartament. Dels 108 habitatges principals, 91 estaven ocupats pels seus propietaris, 10 estaven llogats i ocupats pels llogaters i 7 estaven cedits a títol gratuït; 3 tenien dues cambres, 7 en tenien tres, 29 en tenien quatre i 69 en tenien cinc o més. 93 habitatges disposaven pel capbaix d'una plaça de pàrquing. A 27 habitatges hi havia un automòbil i a 79 n'hi havia dos o més.

### Piràmide de població
La piràmide de població per edats i sexe el 2009 era:
| Homes | Edats   | Dones |
| ----- | ------- | ----- |
| 0     | 95 o +  | 0     |
| 4     | 90 a 94 | 0     |
| 0     | 85 a 89 | 4     |
| 4     | 80 a 84 | 4     |
| 0     | 75 a 79 | 4     |
| 4     | 70 a 74 | 0     |
| 0     | 65 a 69 | 4     |
| 8     | 60 a 64 | 0     |
| 0     | 55 a 59 | 4     |
| 16    | 50 a 54 | 12    |
| 20    | 45 a 49 | 8     |
| 8     | 40 a 44 | 8     |
| 8     | 35 a 39 | 20    |
| 8     | 30 a 34 | 8     |
| 8     | 25 a 29 | 16    |
| 12    | 20 a 24 | 4     |
| 4     | 15 a 19 | 8     |
| 20    | 10 a 14 | 4     |
| 20    | 5 a 9   | 12    |
| 8     | 0 a 4   | 8     |

## Economia
El 2007 la població en edat de treballar era de 210 persones, 150 eren actives i 60 eren inactives. De les 150 persones actives 138 estaven ocupades (77 homes i 61 dones) i 12 estaven aturades (4 homes i 8 dones). De les 60 persones inactives 27 estaven jubilades, 20 estaven estudiant i 13 estaven classificades com a «altres inactius».

### Ingressos
El 2009 a Crèvecœur-en-Brie hi havia 103 unitats fiscals que integraven 293 persones, la mediana anual d'ingressos fiscals per persona era de 24.040 €.

### Activitats econòmiques
Dels 8 establiments que hi havia el 2007, 1 era d'una empresa de fabricació d'altres productes industrials, 4 d'empreses de comerç i reparació d'automòbils, 1 d'una empresa d'hostatgeria i restauració i 2 d'empreses de serveis.

## Equipaments sanitaris i escolars
El 2009 hi havia una escola elemental.

## Poblacions més properes
El següent diagrama mostra les poblacions més properes.